# Politique en Papouasie-Nouvelle-Guinée
La Papouasie-Nouvelle-Guinée est une monarchie parlementaire multipartite au sein du Commonwealth. Le roi de Papouasie-Nouvelle-Guinée est le chef de l’État et exerce son pouvoir par l’intermédiaire du gouverneur général. Le premier ministre est le chef du gouvernement. Le pouvoir exécutif est aux mains du gouvernement tandis que le pouvoir législatif est partagé entre le gouvernement et le parlement. Le pouvoir judiciaire est indépendant des deux premiers.

## Pouvoir exécutif
La roi Charles III est roi de Papouasie-Nouvelle-Guinée, et est formellement le chef de l’État. Il y est représenté par le gouverneur général, élu par le parlement. Le premier ministre est également élu par le parlement et nomme les ministres. Les membres du gouvernement répondent politiquement de leurs actes devant le parlement. Aucun vote de défiance ne peut cependant être prononcé dans les 18 mois qui suivent la formation d’un nouveau gouvernement, et aucun vote de confiance pendant les douze mois qui précèdent une élection nationale.
À l'instar des autres États dont les institutions politiques sont fondées sur le système de Westminster, la Papouasie-Nouvelle-Guinée reconnaît un chef de l'opposition officielle : le chef des députés de l'opposition, et potentiel futur Premier ministre.
| Fonction           | Nom           | Parti      | Depuis           |
| ------------------ | ------------- | ---------- | ---------------- |
| Roi                | Charles III   | -          | 8 septembre 2022 |
| Gouverneur général | Sir Bob Dadae | -          | 28 février 2017  |
| Premier ministre   | James Marape  | Pangu Pati | 30 mai 2019      |

## Pouvoir législatif
Le Parlement national de Papouasie-Nouvelle-Guinée est monocaméral, composé de 111 sièges dont 89 sont pourvus par des circonscriptions uninominales de districts, et 22 dans des circonscriptions uninominales représentant chacune l'une des provinces du pays. Les parlementaires sont élus pour cinq ans au suffrage universel. Les citoyens élisent simultanément le député de leur circonscription, et le gouverneur de leur province, qui siège ex officio comme député.
Après l’indépendance en 1975, les candidats étaient élus selon le système uninominal majoritaire à un tour, ce qui aboutissait fréquemment à des élections avec moins de 15 % des votes. La réforme électorale de 2001 introduisit le système de scrutin préférentiel limité, une variante du scrutin alternatif, où les électeurs indiquent leurs trois premiers choix parmi les candidats. La première élection générale faisant appel au système LPV eut lieu en 2007.
La réforme de juin 1995 modifia le système de gouvernement régional et fit des parlementaires élu par les provinces des gouverneurs provinciaux, tout en conservant leur siège au parlement. Si toutefois l’un d’entre eux accepte un poste de ministre, la fonction de gouverneur échoit à l’un des parlementaires hors circonscription originaires de sa province.

## Pouvoir judiciaire
Le gouverneur général nomme le président de la Cour suprême sur présentation du premier ministre et du chef de l’opposition. Il nomme également les autres juges sur conseil d’une commission judiciaire. Le Comité judiciaire du Conseil privé du Royaume-Uni constitue la plus haute instance de recours.

## Contexte politique
Le paysage politique de la Papouasie-Nouvelle-Guinée est caractérisé par la faiblesse de ses partis politiques et l’instabilité des coalitions parlementaires.
Le gouvernement de Mekere Morauta introduisit une série de réformes électorales en 2001 afin de lutter contre l’instabilité et la corruption, encouragé en cela par Transparency International et l’Union européenne. Les premières élections selon le nouveau système LPV eurent lieu en 2007.
L’histoire du pays est jalonnée de fréquents changements dans les coalitions gouvernementales et parlementaires en cours de législature.